# Acoma confusa
Acoma confusa är en skalbaggsart som beskrevs av Van Dyke 1928. Acoma confusa ingår i släktet Acoma och familjen Pleocomidae. Inga underarter finns listade i Catalogue of Life.